# Ulrich Cyganek

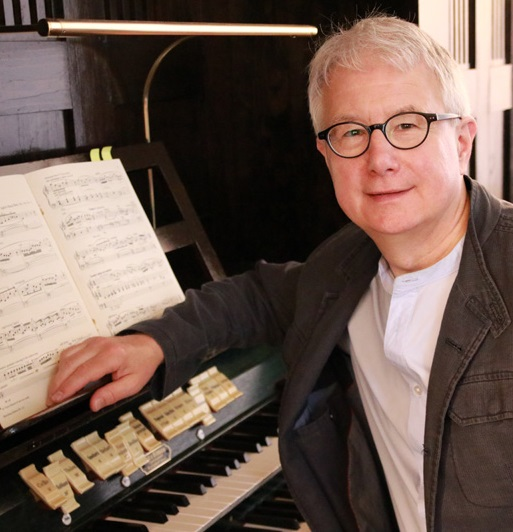
LKMD Ulrich Cyganek (2018)

Ulrich Cyganek (* 1958 in Essinghausen) ist Kirchenmusiker und war bis August 2024 Landeskirchenmusikdirektor der Evangelischen Kirche im Rheinland.

## Leben

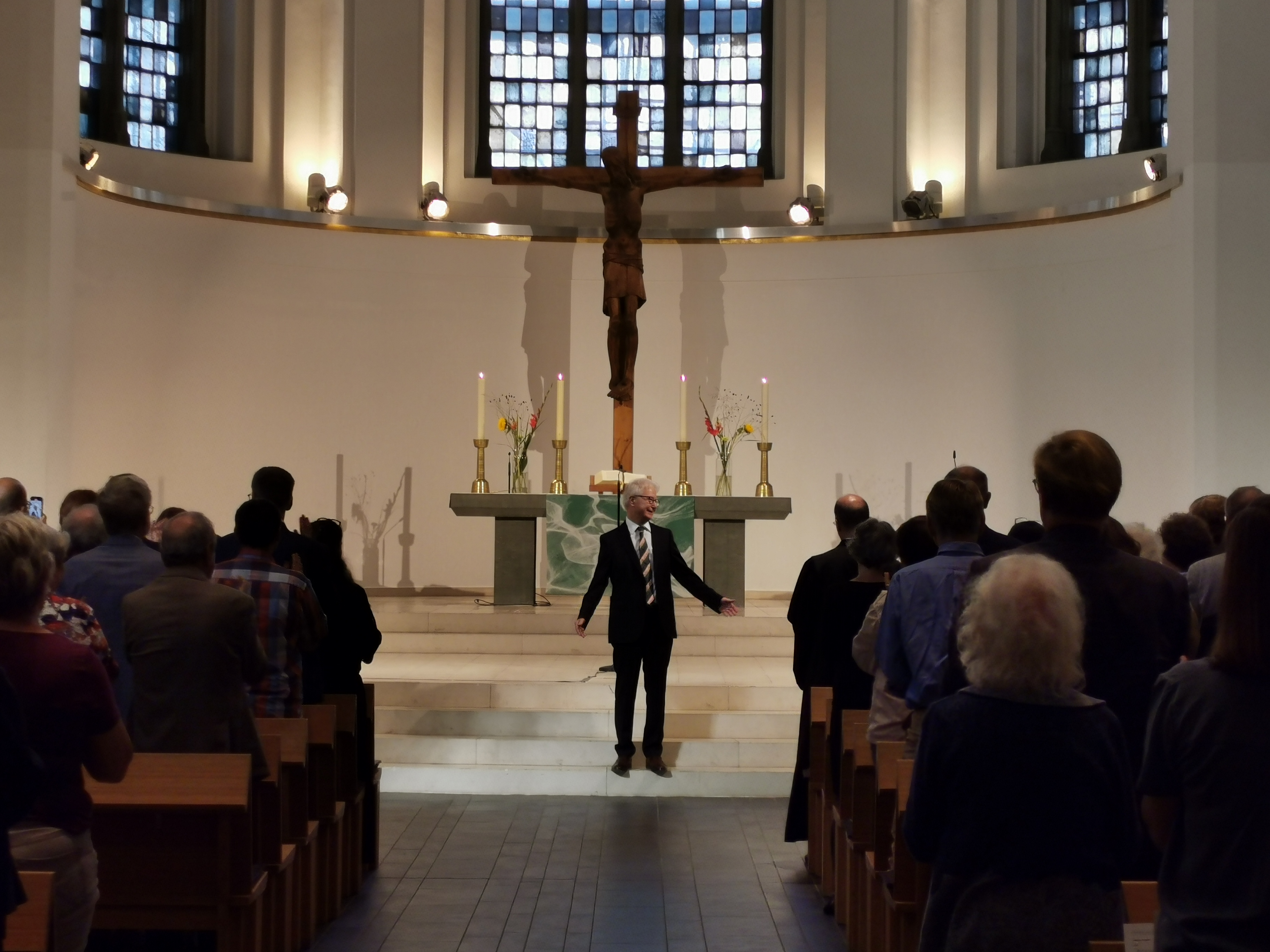
Entpflichtung von Ulrich Cyganek in der Düsseldorfer Johanneskirche (2024)

Cyganek entstammt einer musikalischen Familie. Sein Vater spielte Schlagzeug und sein Großvater Violine, sein Bruder Peter ist als Musiklehrer, Chorleiter und Organist tätig. Nach dem Abitur in Peine studierte er von 1977 bis 1983 Evangelische Kirchenmusik an der Hochschule für Musik und Theater Hannover. In dieser Zeit war er nebenamtlicher Kirchenmusiker an der Martin-Luther-Kirche in Peine und Dirigent des Peiner Kammerorchesters. Nach dem A-Examen folgten weitere Orgelstudien bei Rose Kirn in Hamburg sowie Teilnahme an diversen Interpretationsseminaren bei Michael Radulescu, Harald Vogel, Jon Laukvik und anderen.
Von 1986 bis zum Jahr 2000 war er hauptamtlicher Kirchenmusiker an der Markuskirche in Köln-Porz sowie Leiter des Porzer Kammerorchesters. Im Jahr 1999 erfolgte seine Ernennung zum Kirchenmusikdirektor.
Seit August 2000 ist er als Landeskirchenmusikdirektor der Evangelischen Kirche im Rheinland in Düsseldorf tätig. An der Robert Schumann Hochschule Düsseldorf unterrichtet er als Dozent das Fach Kirchenkunde. Von 2002 bis 2011 war er musikalischer Leiter des Orchesters Collegium Musicum Ratingen in Ratingen, 2011 übernahm er die Leitung des Löricker Kammerorchesters in Meerbusch.
Im Jahr 2017 rief er die Homberger Abendmusiken ins Leben.
Er ist seit 2016 mit der Rechtsanwältin und Multiinstrumentalistin Marina Cyganek verheiratet.
2024 wurde die Kirchenmusikdirektorin Brigitte Rauscher zu seiner Nachfolgerin als Landeskirchenmusikdirektorin gewählt.

## Wirken
Als Landeskirchenmusikdirektor gab Cyganek regelmäßig Noten für Orgel heraus.
Unter seiner Fachberatung wurden im Laufe seiner Amtszeit u. a. Martin Bambauer, Georg Hage, Gustav Adolf Krieg, Andreas Meisner,  Michael Porr, Johannes Quack, Brigitte Rauscher,  Ansgar Schlei, Thomas Schmidt, Christoph Spengler, Christoph Spering und Udo Witt mit dem Ehrentitel Kirchenmusikdirektor ausgezeichnet. 2024 initiierte er die Joachim-Neander-Medaille.

## Zukunft der Kirchenmusik in der EKiR
Mit besonderem Engagement kümmert sich Cyganek um die Förderung des kirchenmusikalischen Nachwuchses. Schon 2003 warnte er vor der Situation, dass in manchen Kirchengemeinden der Orgelmotor ausginge. 2020 äußerte er sich, dass der Nachwuchs an Organisten rar sei. Auf der gesamten kirchenmusikalischen Baustelle herrsche Facharbeitermangel. Die Zahl der Teilnehmenden an den Kursen zur Ausbildung für nebenamtliche Kirchenmusiker (C-Prüfung) habe sich in den letzten zwei Jahrzehnten mehr als halbiert. Mit einer breit angelegten Kampagne plant er drei Zielgruppen zu erreichen: Jugendliche vor dem Abitur, klavieraffine Menschen in der Lebensmitte sowie Senioren im Rentenalter. Die Nachwuchsfrage sei ein „Fass ohne Boden“. Die Kirche brauche unbedingt Leute. Im September 2021 startete die Werbekampagne Orgel On mit einer eigenen Webseite und mehreren Videos bei YouTube (178 Abrufe seit September 2021, Stand April 2023).

## Ausgaben als Herausgeber
- Liturgisches Orgelbüchlein. Strube-Verlag 2017. Mit Werken von Martin Bambauer, Michael Porr, Christoph Spengler, Jürgen Schmeer und Axel Berchem.
- Alio modo. Verlag Dohr 1997 mit Kompositionen u. a. von Andreas Willscher, Peter Bares.
- Choralbuch kreativ. Strube-Verlag 2009. Mit Werken von Ludwig Audersch, Martin Bambauer, Joachim Eichhorn, Thomas Pehlken, Achim Runge, Thomas Schmidt, Thomas Wegst.
- Von der Singbewegung zur neuen Musik. Festschrift zum 100. Geburtstag von Gerhard Schwarz (1902–1995), hrsg. von Ulrich Cyganek und Gerhard Luchterhandt.

## Tondokumente
Cyganeks liturgisches Orgelspiel bei Gottesdiensten und Andachten ist durch zahlreiche Videomitschnitte auf dem YouTube-Kanal der EKiR dokumentiert.